# Королевский бронетанковый корпус
Королевский бронетанковый корпус (англ. Royal Armoured Corps), сокращённо RAC — род войск Британской армии (сухопутных войск Великобритании), соответствующий бронетанковым войскам. 
Образован в 1939 году на основе танковых войск из Королевского танкового полка и механизированных кавалерийских полков. В наши дни он включает в себя 8 регулярных полков и 4 резервных (йоменских) полка.

## История
4 апреля 1939 года, незадолго до начала Второй мировой войны полки армейской линейной кавалерии прошли процесс механизации и стали танковыми, войдя в состав Королевского бронетанкового корпуса. Туда же были включены танковые части из Королевского танкового полка, который до 4 апреля и назывался Корпусом. После начала войны все кавалерийские регулярные и резервные части (так называемые йоменские воинские формирования) также были механизированы, и численность корпуса возросла. С 1939 года йоменские полки влились в состав Королевского бронетанкового корпуса. В бронетанковые части были преобразованы многочисленные пехотные батальоны, а вскоре Корпус начал проводить свои собственные учения. В 1944 году в состав Корпуса вошёл армейский Разведывательный корпус.
В наши дни корпус включает в себя три типа полков: бронетанковые полки (Armour Regiments) используют основные боевые танки, бронекавалерийские полки (Armoured Cavalry Regiments) — разведывательную бронетехнику типа Скимитар, лёгкие кавалерийские полки (Light Cavalry Regiments) — бронетехнику, оснащённую лёгким стрелковым оружием типа Шакал. В корпус, однако, входят не все полки, относящиеся к данным типам: так, гвардейский Полк дворцовой кавалерии входит в состав собственно Дворцовой кавалерии и может включаться в состав Корпуса только при участии в военных операциях.

## Полки на текущий момент

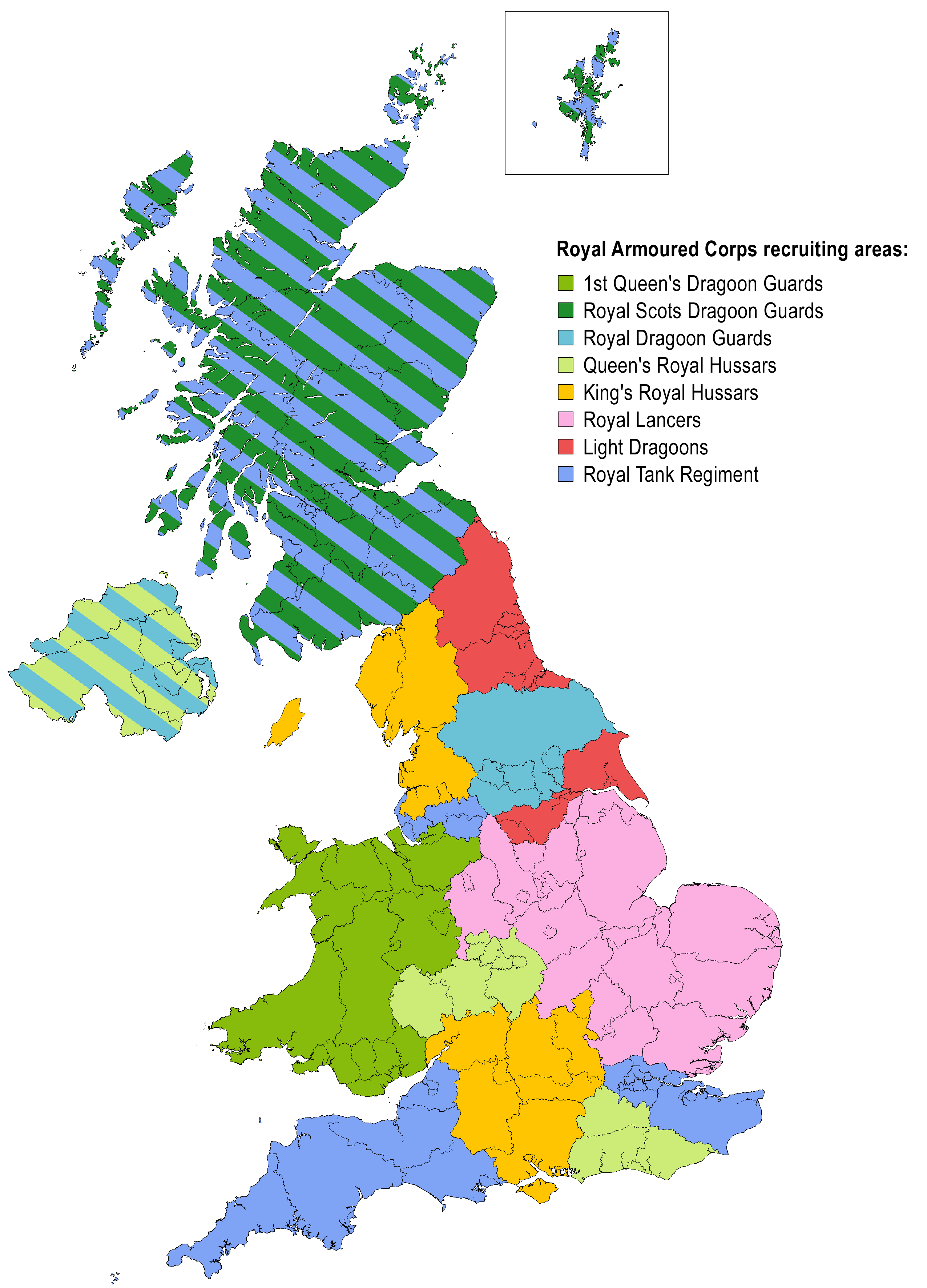
Границы территорий набора в регулярные армейские полки корпуса

Из имеющихся 8 полков (батальонного размера) в составе корпуса три носят название «гвардейские драгуны» (Dragoon Guards), два — «гусары» (Hussars), по одному — «уланы» (Lancers) и «драгуны» (Dragoons), ещё один является собственно Королевским танковым полком. В регулярных войсках насчитывается по три танковых, бронекавалерийских и лёгких кавалерийских полка. В резерве числятся один танковый и три лёгких кавалерийских полка.
В составе корпуса есть и оркестр Королевского танкового корпуса, подчиняющийся Армейскому музыкальному корпусу. Оркестр появился в 2014 году после объединения оркестра Кембрийской тяжёлой кавалерии и оркестра Лёгкой кавалерии. Штаб-квартирой оркестра является гарнизон Кэттерик. Собственный оркестр есть и у резервных войск бронетанкового корпуса, который вместе с оркестрам Дворцовой дивизии и оркестра Почётного артиллерийского полка составляет главные британские военные оркестры.

### Регулярная армия
- 1-й Её Величества драгунский гвардейский полк — лёгкий кавалерийский полк (Jackal)
- Дворцовый кавалерийский полк — бронекавалерийский полк, в состав входит только при участии в военных операциях
- Её Величества королевский гусарский полк — бронетанковый полк (Challenger 2)
- Его Величества королевский гусарский полк — бронетанковый полк (Challenger 2)
- Королевский драгунский гвардейский полк — бронекавалерийский полк (FV107 Scimitar)
- Королевский танковый полк — бронетанковый полк (Challenger 2)
- Королевский уланский полк — бронекавалерийский полк (FV107 Scimitar)
- Королевский шотландский драгунский гвардейский полк — лёгкий кавалерийский полк (Jackal)
- Лёгкий драгунский полк — лёгкий кавалерийский полк (Jackal)[8]

### Территориальная армия
- Королевский йоменский полк[англ.] — лёгкий кавалерийский полк
- Королевский уэссекский йоменский полк — бронетанковый полк
- Шотландский и североирландский йоменский полк — лёгкий кавалерийский полк
- Собственный Её Величества йоменский полк[англ.] — лёгкий кавалерийский полк

### Состав полка
На 2023 год в бронетанковом полку находится 56 танков в трёх эскадронах по 18 танков + 2 командирских танка. В каждом эскадроне четыре взвода по 4 танка + 2 командирских танка. Также имеется 8 БРМ Scimitar и 4 БРЭМ CRARRV. Личный состав насчитывает 587 человек.
- Бронетанковый полк
  - Управление полка (2 Challenger 2, 4 КШМ Sultan, 1 БТР Spartan, 4 1-тонных машин связи FFR, 1 БММ Samaritan)
  - 3 эскадрона (×18 Challenger 2, 1 Spartan, 1 FFR)
    - 4 взвода (×4 Challenger 2)
    - Эшелон (Echelon) (1 БММ Samaritan)
    - Отряд лёгкой помощи (Light Aid Detachment (LAD)) (1 БРЭМ CRARRV, 1 ремонтная машина FV434, 1 БТР FV432, 1 эвакуационная машина Warrior FV512)

  - Эскадрон управления и разведки
    - Взвод управления (CVR(T))
    - Разведывательный взвод (CVR(T))
    - Взвод разведки, наблюдения, целеуказания и рекогносцировки (ISTAR) (CVR(T))
    - Учебный взвод

  - Эскадрон поддержки

Лёгкий кавалерийский полк базируется на трёх эскадронах по 16 бронеавтомобилей Jackal  в каждом. Численность полка — 402 человека. В резервных лёгких кавалерийских полках штатно автомобили WMIK созданные на базе Land Rover Wolf.

## Парные полки
В Британской армии существует традиция так называемого объединения полков в пары (англ. pairing). Благодаря этому у каждого регулярного полка есть резервный полк в паре, который может предоставлять собственные ресурсы, проводить совместные учения и помогать в планировании операций. Приняты следующие пары полков (первым указан регулярный полк, вторым — резервный):
- 1-й Её Величества драгунский гвардейский полк — Королевский йоменский полк[англ.]
- Лёгкий драгунский полк — Собственный Её Величества йоменский полк[англ.]
- Королевский шотландский драгунский гвардейский полк — Шотландский и североирландский йоменский полк
- Парами для полка Королевского уэссекского йоменского полка (танкового по классификации) являются сразу три танковых полка регулярных войск: Его Величества королевский гусарский полк, Её Величества королевский гусарский полк и Королевский танковый полк

## Гарнизоны
Гарнизоны полков Королевского бронетанкового корпуса находятся в Великобритании и Германии. Согласно программе «Армия 2020», все полки к 2020 году необходимо вывести из-за рубежа и расквартировать в Великобритании. Текущие гарнизоны полков находятся в следующих городах и базах:
- Тидворт[англ.], одноимённый лагерь — Его Величества королевский гусарский полк и Королевский танковый полк. Туда же в 2018 году переберётся Её Величества королевский гусарский полк из немецкого Зеннелагера[англ.].
- Каттерик, одноимённый гарнизон — Королевский драгунский гвардейский полк, Королевский уланский полк и Лёгкий драгунский полк.
- Виндзор — Дворцовый кавалерийский полк.
- Суонтон-Морли[англ.], казармы Робертсон — 1-й Её Величества драгунский гвардейский полк.
- Лухарс[англ.], одноимённая авиабаза — Королевский шотландский драгунский гвардейский полк.
- Лондон и Мидлендс — Королевский йоменский полк[англ.].
- Южная Англия — Королевский уэссекский йоменский полк.
- Северная Англия — Собственный Её Величества йоменский полк[англ.]
- Шотландия и Северная Ирландия — Шотландский и североирландский йоменский полк

## Вооружение и военная техника
По состоянию на 2023 год на вооружении находится следующая техника:
| Изображение  | Тип                  | Производство   | Назначение                       | Количество |       |
| Танки        | Танки                | Танки          | Танки                            | Танки      | Танки |
| ------------ | -------------------- | -------------- | -------------------------------- | ---------- | ----- |
|              | FV4034 Challenger II | Великобритания | основной боевой танк             | 227        |       |
|              | FV107 Scimitar       | Великобритания | Боевая разведывательная машина   | 145        |       |
|              | FV103 Spartan        | Великобритания | Бронетранспортёр                 | 138        |       |
| FV105 Sultan | FV105 Sultan         | Великобритания | Командно-штабная машина          | н/д        |       |
|              | FV104 Samaritan      | Великобритания | Бронированная медицинская машина | н/д        |       |
|              | TPz Fuchs            | Германия       | Машина РХБ разведки              | 8          |       |
|              | WMIK Jackal/Jackal 2 | Великобритания | БРДМ                             | н/д        |       |
|              | WMIK Coyote          | Великобритания | БРДМ                             | н/д        |       |
|              | Panther CLV          | Италия         | Машина управления и связи        | н/д        |       |

## Дружественные рода войск
- Королевский канадский бронетанковый корпус
- Королевский австралийский бронетанковый корпус
- Королевский новозеландский бронетанковый корпус[англ.]
- Королевский малайзийский бронетанковый корпус[англ.]